# Cosmisoma violaceum
Cosmisoma violaceum là một loài bọ cánh cứng trong họ Cerambycidae.